# Pfeffergewächse
Die Pfeffergewächse (Piperaceae) sind eine Pflanzenfamilie aus der Ordnung der Pfefferartigen (Piperales). Die 13 Gattungen mit etwa 3600 Arten sind in den Subtropen bis Tropen fast weltweit verbreitet. Die für den Menschen wichtigste Gattung aus dieser Familie ist der Pfeffer (Piper).

## Beschreibung

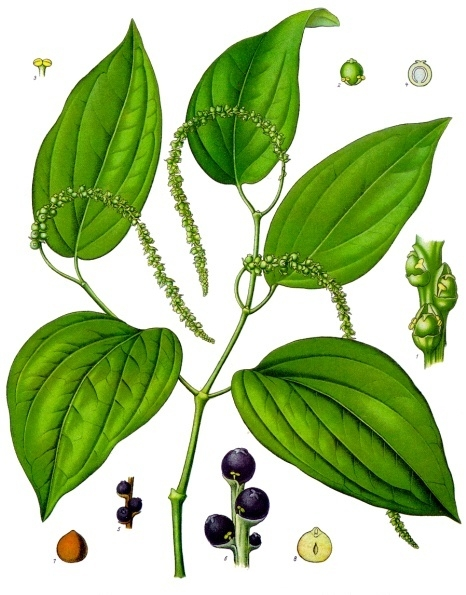
Schwarzer Pfeffer (Piper nigrum), Illustration

Es sind verholzende Pflanzen: kleine Bäume und aufrechte, windende oder schlingende Sträucher (Lianen) oder einjährige bis ausdauernde krautige Pflanzen. Es werden oft Rhizome ausgebildet. Einige Arten duften aromatisch. Pflanzenteile können behaart bis unbehaart oder mit Drüsen bedeckt sein. Sie wachsen terrestrisch oder epiphytisch; einige Arten sind sukkulent. Die meist wechselständig und spiralig oder seltener gegenständig oder wirtelig angeordneten, meist gestielten Laubblätter sind einfach und krautig oder fleischig. Der Blattrand ist glatt. Nebenblätter sind meist vorhanden und sind oft mit den Blattstielen verwachsen.
Die Blüten sind in endständigen, kolbenförmigen, ährigen Blütenständen angeordnet; selten sind es doldige, bei Zippelia traubige Blütenstände. Jede Blüte steht fast immer ohne Blütenstiel über einem kleinen Deckblatt. Die kleinen Blüten sind zwittrig oder bei Piper auch eingeschlechtig; wenn sie eingeschlechtig sind dann sind die Arten meist zweihäusig getrenntgeschlechtig (diözisch). Die Blüten besitzen keine Blütenhüllblätter. Es sind ein bis zehn meist freie Staubblätter vorhanden. Ein Teil der Staubblätter kann zu Staminodien umgewandelt sein. Die (zwei bis fünf) meist vier Fruchtblätter sind zu einem oberständigen, einfächerigen Fruchtknoten verwachsen, der mit basaler Plazentation nur eine Samenanlage enthält. Die Griffel enden meist in drei bis vier Narben. 
Es werden Beeren oder Steinfrüchte gebildet, sie enthalten nur einen Samen. Der Same besitzt nur spärlich Endosperm, viel stärkehaltiges Perisperm und einen winzigen Embryo.

## Inhaltsstoffe
Die ätherischen Öle enthalten meist Alkaloide.

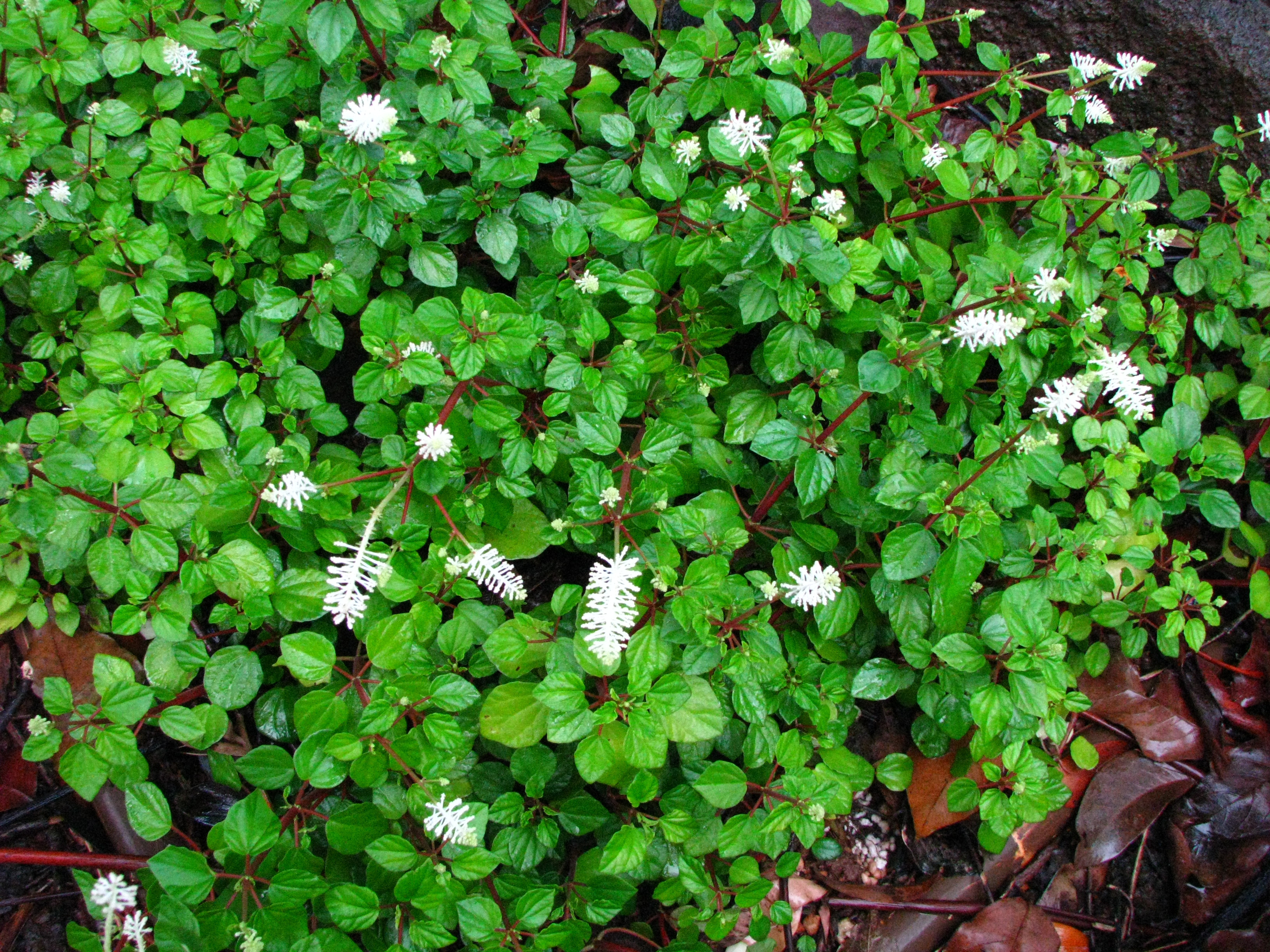
Peperomia fraseri

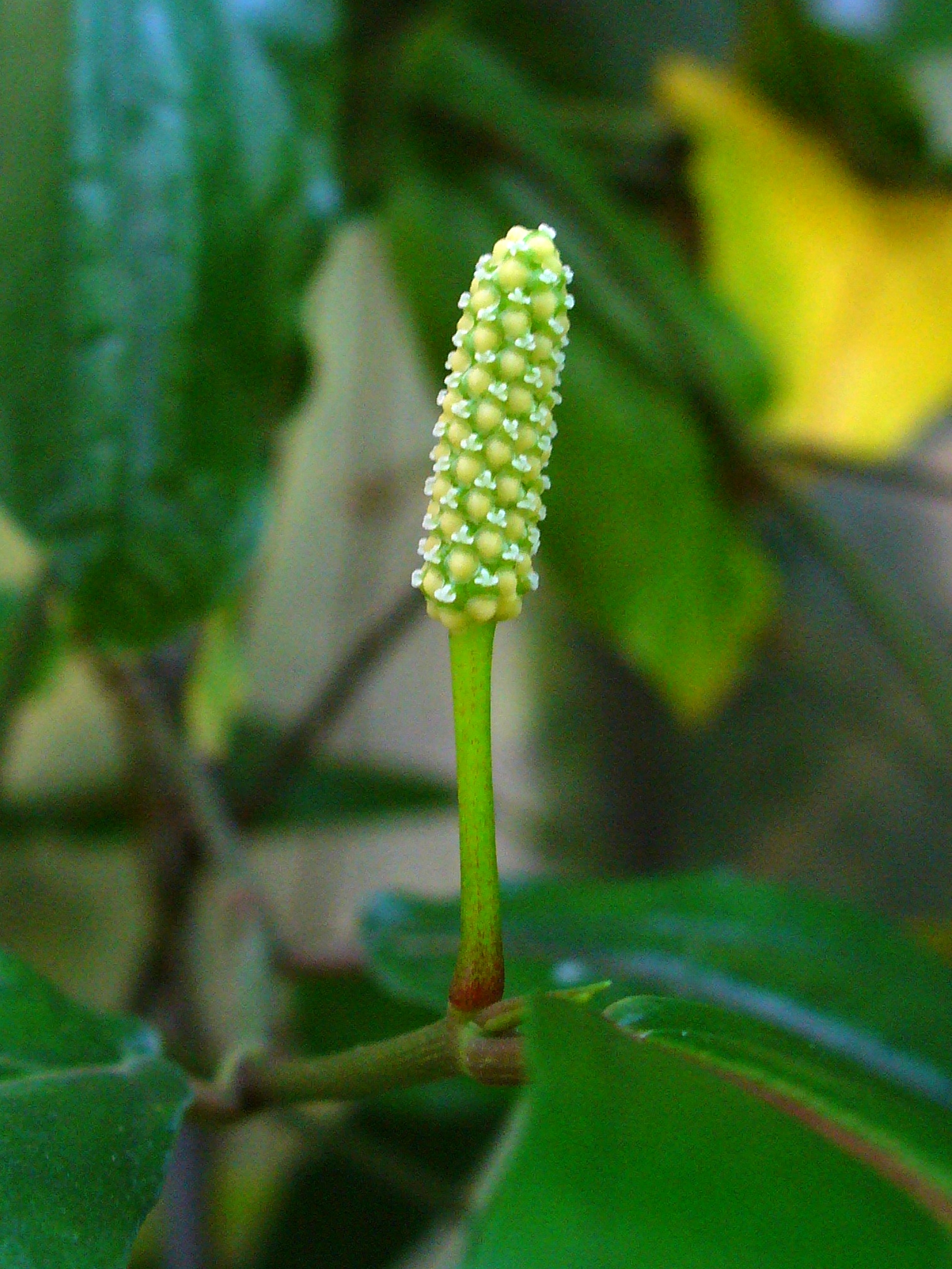
Blütenstand des Kubeben-Pfeffer (Piper cubeba)

## Systematik
Die Gattung Peperomia bildete früher eine eigenständige Familie Peperomiaceae A.C.Smith, jetzt wird sie den Piperaceae zugeordnet. Die Familie Piperaceae wurde 1792 von Paul Dietrich Giseke in Praelectiones in ordines naturales plantarum, S. 123 und am 13. Juni 1824 von Carl Adolf Agardh in Aphor. Bot., S. 201 beschrieben. Typusgattung ist Piper L.
Die Familie der Pfeffergewächse (Piperaceae) wird seit  M.-S. Samain et al. 2008 in drei Unterfamilien neu aufgegliedert. Davor gab es die zwei Unterfamilien Piperoideae und Peperomioideae.  Heute gehören fünf Gattungen mit etwa 3600 Arten zur Familie. Wenn aus der Gattung Piper verschiedene Gattungen ausgegliedert sind, können es bis zu zehn Gattungen mehr sein.
- Piperoideae Arnott (Syn.: Peperomioideae): Sie enthält nur zwei Gattungen mit etwa 3600 Arten:
  - Peperomien (Peperomia Ruiz & Pav.): Die 1500 bis 1700 Arten sind in den Tropen fast weltweit verbreitet.
  - Pfeffer (Piper L., Syn.: Anderssoniopiper Trel., Arctottonia Trel., Artanthe Miq., Chavica Miq., Discipiper Trel. & Stehlé, Lepianthes Raf., Lindeniopiper Trel., Macropiper Miq., Ottonia Spreng., Pleiostachyopiper Trel., Pleistachyopiper Trel., Pothomorphe Miq., Trianaeopiper Trel.): Die etwa 2000 Arten sind fast weltweit in hauptsächlich tropischen Gebieten verbreitet.

- Zippelioideae Samain & Wanke: Sie enthält nur zwei Gattungen mit etwa sechs Arten. Sie besitzt ein disjunktes Areal mit Vorkommen von China bis zum Malaiischen Archipel und in Zentral- bis Südamerika:
  - Zippelia Blume: Sie enthält nur eine Art:
    - Zippelia begoniifolia Blume ex Schultes & J.H.Schultes: Sie ist im tropischen Asien verbreitet. Die Chromosomenzahl beträgt 2n = 38.[3]

  - Manekia Trel. (Syn.: Sarcorhachis Trel.): Die etwa vier Arten sind in der Neotropis verbreitet.

- Verhuellioideae Samain & Wanke: Sie enthält nur eine Gattung:
  - Verhuellia Miq.: Die etwa drei Arten kommen auf Kuba und Hispaniola vor.

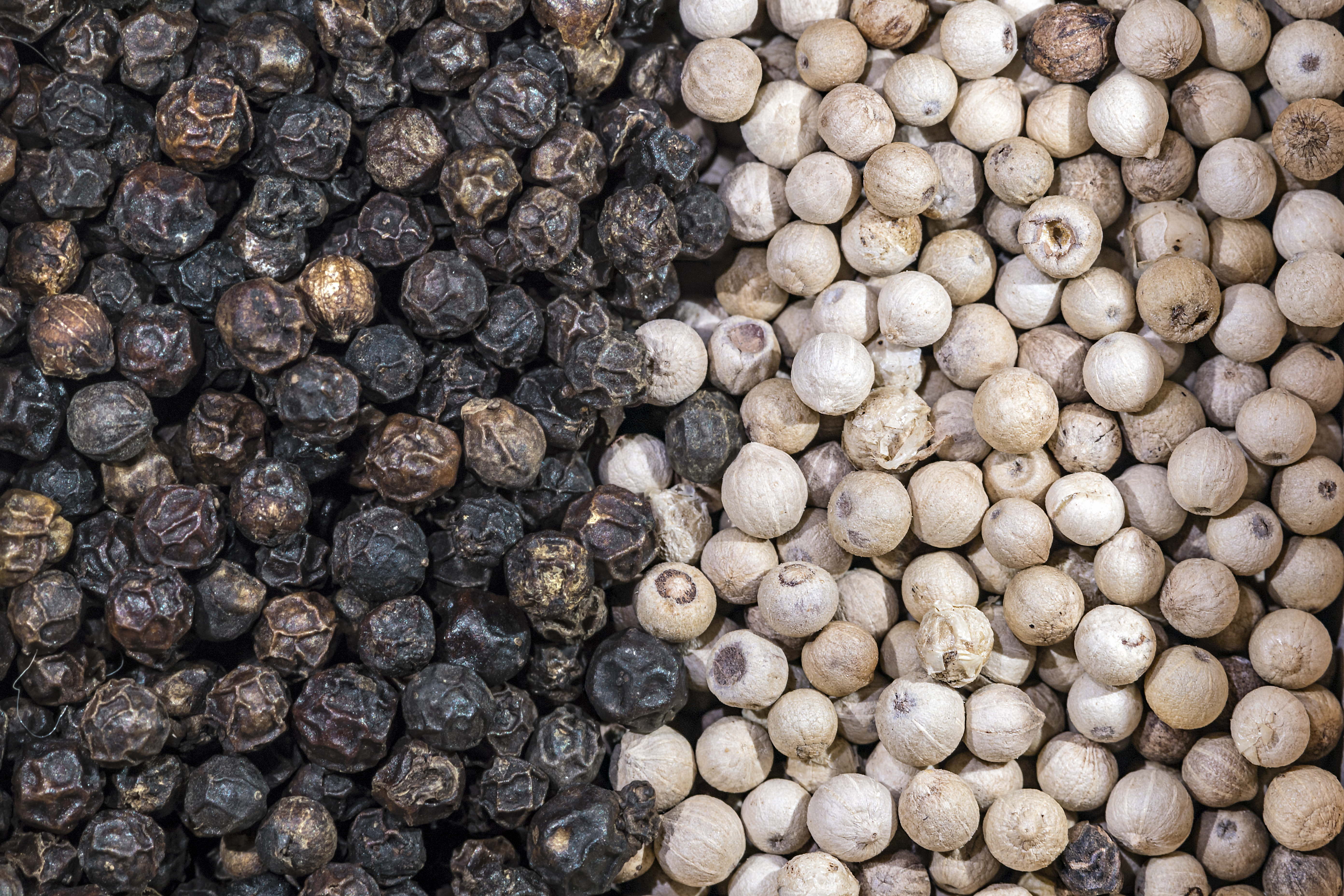
Getrocknete Früchte mit und ohne Perikarp. (Piper nigrum)

## Nutzung
Einige Arten werden als Zierpflanzen verwendet.
Peperomia blanda, Peperomia tetraphylla und Piper nigrum werden in der chinesischen Medizin verwendet. Piper hainanense, Piper hancei, Piper hongkongense, Piper nigrum, Piper sarmentosum, Piper wallichii, Piper wangii und Piper yunnanense liefern Gewürze.